# ترمند (ویرجینیای غربی)
ترمند(به انگلیسی: Thurmond) شهری در ایالت ویرجینیای غربی کشور ایالات متحده آمریکا است که جمعیت آن در سرشماری سال ۲۰۱۰ میلادی، ۵ نفر بوده‌است.